# Districtul Ban Luang
Ban Luang (în thailandeză บ้านหลวง) este un district (Amphoe) din provincia Nan, Thailanda, cu o populație de 12.063 de locuitori și o suprafață de 338,21 km².

## Componență
Districtul este subdivizat în 4 subdistricte (tambon) care sunt subdivizate în 26 de sate (muban).
| Nr. | Nume         | În thailandeză | Sate | Locuitori |  |
| --- | ------------ | -------------- | ---- | --------- |  |
| 1.  | Ban Fa       | บ้านฟ้า          | 8    | 3,663     |  |
| 2.  | Pa Kha Luang | ป่าคาหลวง       | 5    | 2,889     |  |
| 3.  | Suat         | สวด            | 8    | 3,032     |  |
| 4.  | Ban Phi      | บ้านพี้           | 5    | 2,569     |  |